# Xã Eldorado, Quận Traill, Bắc Dakota
Xã Eldorado (tiếng Anh: Eldorado Township) là một xã thuộc quận Traill, tiểu bang Bắc Dakota, Hoa Kỳ. Năm 2010, dân số của xã này là 107 người.